# هوركاجو دي لوس مونتس (سيوداد ريال)
بلدية هوركاجو دي لوس مونتس (بالإسبانية: Horcajo de los Montes)‏، هي إحدى بلديات مقاطعة سيوداد ريال إحدى مقاطعات إسبانيا، والتي تقع في منطقة قشتالة لا منتشا وسط إسبانيا.
يبلغ عدد سكانها 1.015 نسمة وفقاً لإحصائية سنة (2007).